# Њевидзани (Злате Моравце)
Њевидзани (слч. Nevidzany) насељено је мјесто са административним статусом сеоске општине (слч. obec) у округу Злате Моравце, у Њитранском крају, Словачка Република.

## Становништво
| Година:    | 1994. | 2004.   | 2014.   | 2024.   |
| ---------- | ----- | ------- | ------- | ------- |
| Број људи: | 631   | 611     | 593     | 560     |
| Разлика:   |       | -3,16 % | -2,94 % | -5,56 % |

| Година:    | 2023. | 2024.   |
| ---------- | ----- | ------- |
| Број људи: | 557   | 560     |
| Разлика:   |       | +0,53 % |

Према подацима о броју становника из 2011. године насеље је имало 595 становника.